# Haiyan Wan
Haiyan Wan (chinesisch 海盐湾 ‚Meersalzbucht‘) ist eine Bucht von King George Island im Archipel der Südlichen Shetlandinseln. Sie liegt nordöstlich der Landspitze Xibeizhanqiao Bandao an der Küste Sancha Hai’an auf der Westseite der Fildes-Halbinsel. Die Bucht ist gekennzeichnet durch schroffe Ufer.
Chinesische Wissenschaftler benannten sie 1986 im Zuge von Vermessungsarbeiten und der Erstellung von Luftaufnahmen.